# Continental AG

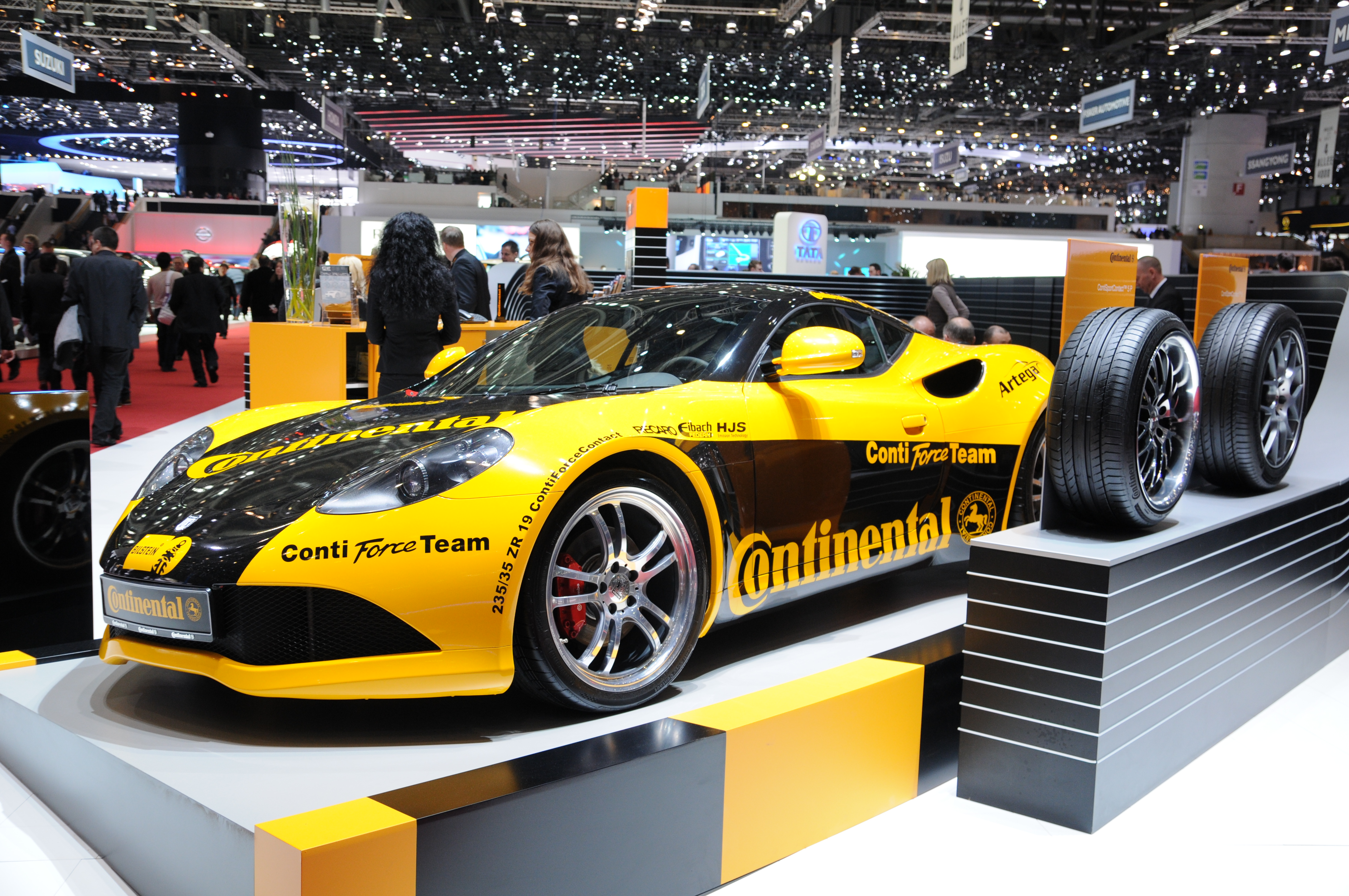
Стенд Continental AG на Женевському автосалоні 2012 року

Continental AG — німецький виробник шин і автокомпонентів. Компанія займає 2-е місце в Європі і 4-е на світовому ринку з виробництва шин. 25 липня 2007 року компанія оголосила про придбання підрозділу Siemens VDO Automotive AG у концерну Siemens AG, що дасть змогу компанії увійти до п'ятірки найбільших виробників автомобільних комплектуючих. Акції компанії враховуються при розрахунку індексу DAX.
Під час повномасштабного вторгнення військ РФ до України 2022 року компанія спочатку зупинила роботу на заводі в російській Калузі, приєднавшись до санкцій проти Росії, однак пізніше тимчасово відновила виробництво, обґрунтовуючи це побоюваннями «кримінально-правових наслідків» у разі невиконання зобов'язань.
У березні 2023 року компанія оголосила про вихід з ринку РФ.

## Історія компанії
Заснована 1871 року в німецькому місті Ганновер. Тоді вона була відома під назвою ”Continental-Caoutchouc- und Gutta-Percha Compagnie”. Тоді Continental виготовляла різні види гумової продукції, основними з яких були шини для велосипедів, прогумована тканина, шланги, спецодяг і медико-гігієнічні вироби.
У 1898 році почала діяльность в автомобільній сфері, виробляючи гладкі пневматичні шини.
1904 року стала першою компанією у світі, яка розробила та запропонувала автомобільні шини з профільним протектором.
У 1905 році почала виробництво шин із шипами, які започаткували ідею сучасних шипованих шин.
1908 року компанія розробила знімний колісний обід для легкових автомобілів, що спрощувало заміну пробитого колеса.

## Діяльність
Заводи компанії розташовані в Німеччині, Бельгії, Чилі, Франції, Великій Британії, Португалії, Швеції, Люксембурзі, Чехії, Туреччині, Іспанії і США. Continental у 2005 році виготовила 10,6 млн шин для легкових автомобілів і 6,7 млн — для вантажних.
Виторг компанії за 2010 рік зріс на 23,5% до $3,4 млрд, чистий прибуток становив $762,9 млн, проте 2009 року Continental мала збитки у $229 млн.